# Eduard Reut-Nicolussi
Eduard Reut-Nicolussi est un enseignant  et résistant italien né à Trente le 22 juin 1888, d'une famille de Luserna,. 

## Études
Il a vécu dans le « Tyrol du Sud » ou Welschtirol sous l'Empire austro-hongrois.  Il a étudié à l'Imperial Royale Gymnasium de Trente puis à Innsbruck où il est devenu avocat. 
Son père, Matthäus Nicolussi, a travaillé comme enseignant dans une école primaire de Trente pour les enfants des fonctionnaires et les officiers de langue allemande. Eduard, après la haute école allemande de Trente, a fait ses études de droit à l'université d'Innsbruck. Il en sort diplômé en 1911 en science juridique et politique.  

## Première Guerre mondiale et action politique
Pendant la Première Guerre mondiale, il a combattu comme volontaire dans le Welschtiroler Kaiserjäger ("chasseurs Imperial Trentino»).
Officier, il a été grièvement blessé à l'avant-bras en défendant le "Col di Lana" et a reçu la médaille d'or du mérite militaire, pour son dévouement absolu à la cause militaire, et sa résistance tenace au Col di Lana. Après la guerre et jusqu'en 1927, il a exercé comme avocat, à Bolzano. Sa ferveur patriotique l'a conduit, dès 1919, à fonder, avec d'autres camarades aigris par l'issue du conflit, le Bund Heimat, à savoir l'Association patriotique.
Le Tyrol du Sud, annexé au royaume d'Italie après la fin de la Première Guerre mondiale, est devenu difficile à vivre pour les habitants de langue allemande. À partir de 1922 il a fait l'objet d'une campagne d'italianisation orchestrée par le régime fasciste mussolinien forçant entre autres l'usage généralisé de la langue italienne et surtout l'interdiction de la langue allemande. 
Dans les documents officiels son nom a été italianisé en Edward Reuth Nicolussi.
C'est dans ce contexte qu'Eduard Reut-Nicolussi est devenu l'un des hommes politiques, en vue de la province et est élu à la Chambre des députés en mai 1921, dans les listes de la Deutschen Verband (DV), une fédération de partis regroupant des partis catholiques et libertaires.

## Le défenseur du Tyrol
Après la Seconde Guerre mondiale au cours de laquelle il a collaboré avec la résistance contre le fascisme, il continue d’œuvrer pour la réunification du Tyrol historique sous le drapeau de la République d'Autriche, tout en gardant des contacts secrets avec le mouvement semi-clandestin séparatiste Trentino (MST). Ses efforts en ce sens ont été plutôt vains : les alliés ont décidé de quitter la région du Trentin-Haut-Adige et en Italie, et Eduard Reut-Nicolussi a alors émigré en Autriche.
Il y devint professeur de droit international à l'université d'Innsbruck, et en 1947, il en devient recteur. Il a également été élu au parlement autrichien.
Eduard Reut-Nicolussi est décédé le 18 juillet 1958 à Innsbruck, à l'âge de 70 ans. 
Sur sa tombe est gravé : « Er liebte die Freiheit und Tirol » (« Il aimait la liberté et le Tyrol »). 
Une rue porte son nom à Innsbruck, et son buste est placé sur la colline Bergisel, au Musée des Kaiserjäger, à côté des autres personnages ayant combattu pour la réunification du Tyrol.

## Œuvres
(avril 2016).
- (en) The International Legal Status of Austria since, 1918 (présentation en ligne)
- La Situation dans le Tyrol méridional de 1918 à 1927, 1927 (présentation en ligne)
- Tyrol under the Axe of Italian Fascism, 1930
- Das altösterreichische Nationalitätenrecht in Welschtirol, 1930
- Unparteilichkeit im Völkerrecht, 1940
- Leitfaden der Redekunst, 1949
- (de) Michael Gehler (de), Eduard Reut-Nicolussi und die Südtirolfrage 1918-1958 : Streiter für die Einheit und Freiheit Tirols, t. 2 : Dokumentenedition, vorwiegend aus dem Nachlass, Innsbruck, coll. « Schlern-Schriften » (no 333/2), 2007 (ISBN 978-3-7030-0415-5)